# Proctarrelabis burmeisteri
Proctarrelabis burmeisteri is een insect uit de familie vlinderhaften (Ascalaphidae), die tot de orde netvleugeligen (Neuroptera) behoort. De soort komt voor in Zuid-Afrika.